# Björn Jonsson (Poolbillardspieler)
Björn Jonsson ist ein schwedischer Poolbillardspieler. Er wurde dreimal Europameister.

## Karriere
Nachdem Jonsson bei der EM 1982 das Finale im 8-Ball gegen seinen Landsmann Bengt Jonasson und 1983 das 14/1 endlos-Finale gegen den Norweger Bjørn L’Orange verloren hatte, wurde er 1984 durch einen Finalsieg gegen seinen Landsmann Ulf Hjalmvall 8-Ball-Europameister. Diesen Titel konnte er 1985 und 1986 gegen die Schweden Mikael Hallgren beziehungsweise Tom Storm erfolgreich verteidigen.
1987 verlor Jonsson das 8-Ball-Finale gegen Hjalmvall.